# Isaac Vossius
Isaac Vossius (Voss), né en 1618 à Leyde, Pays-Bas et mort le 21 février 1689 à Windsor, Angleterre, fut un érudit et bibliophile néerlandais.

## Biographie
Né à Leyde, il est le fils de Gérard Vossius, et refusa la chaire laissée vacante par la mort de son père afin de se livrer tout entier à l'étude. Il passa en Suède où il fut le bibliothécaire de Christine de Suède et son maître de grec. Il fut disgracié par l'effet des intrigues de Saumaise, mais reçut diverses gratifications de Louis XIV. Ayant été nommé par Charles II chanoine de Windsor, il alla se fixer en Angleterre où il mourut.

## Œuvres
Il a laissé :

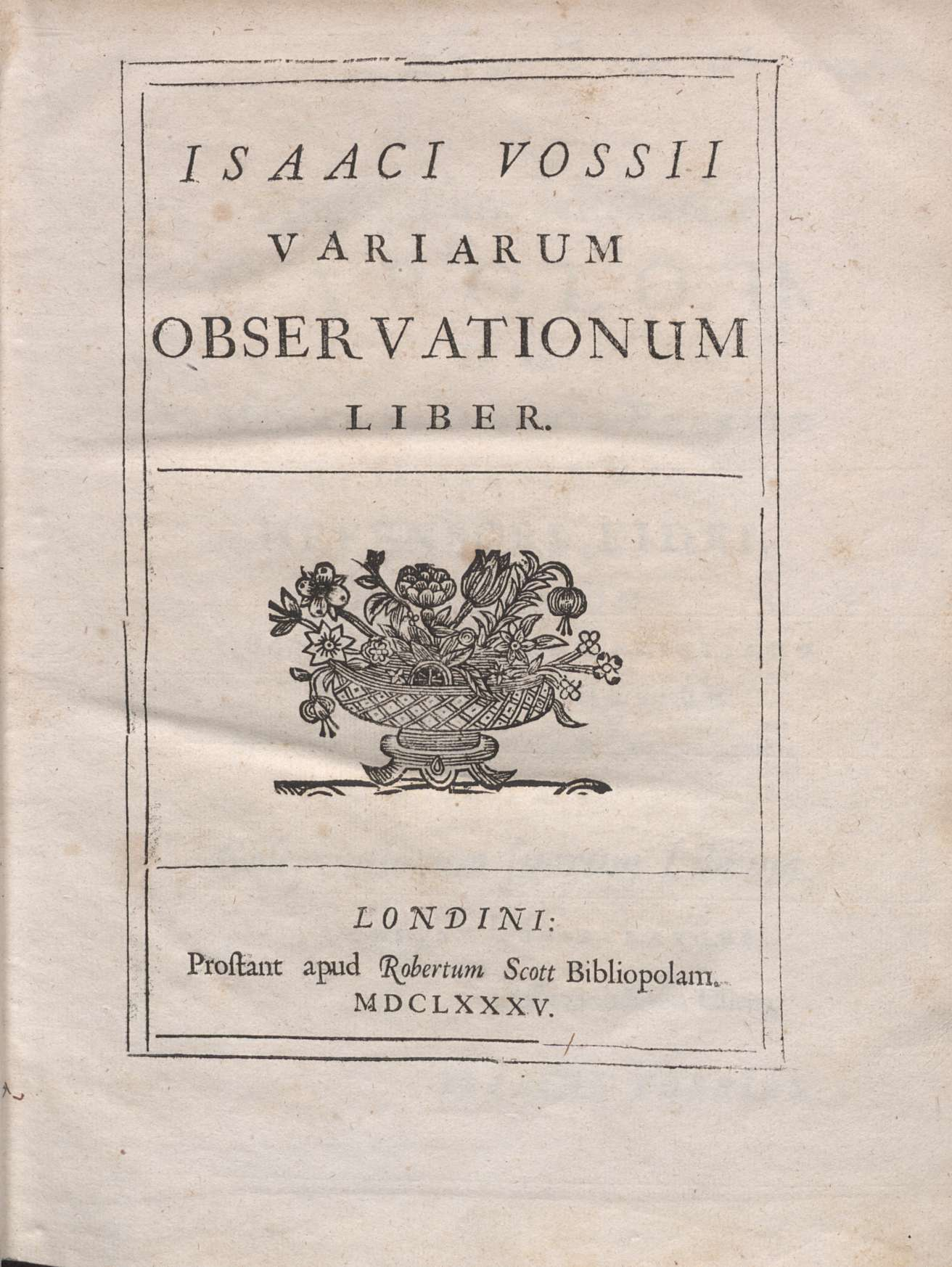
Variarum observationum liber, 1685

- De poematum cantu et viribus rhythmi, Oxford, 1673, où il traite de l'alliance de la poésie et de la musique ;
- De Nili et aliorum fluminum origine, La Haye, 1666 :
- De septuaginta interpretibus, 1661, où il soutient la supputation des Septante ;
- De Sibyllinis oraculis, 1679 ;
- Variarum observationum liber, 1685 ;
- une édition de Catulle, Londres, 1684 ;
- une édition de Scylax ;
- une édition de Pomponius Mêla.
- une édition  d'Ignace d'Antioche, Amsterdam, 1646, in-4°.

## Source
Marie-Nicolas Bouillet  et Alexis Chassang (dir.), « Isaac Vossius » dans Dictionnaire universel d’histoire et de géographie, 1878 (lire sur Wikisource)